# Maria Ciunelis
Maria Ciunelis (ur. 28 czerwca 1961 w Ostródzie) – polska aktorka, scenarzystka i reżyserka teatralna.

## Życiorys
W latach 1976–1980 uczęszczała do I Liceum Ogólnokształcącego im. Jana Bażyńskiego w Ostródzie, była wychowanką Marii Gilewskiej. Absolwentka Wydziału Aktorskiego Państwowej Wyższej Szkoły Teatralnej im. Aleksandra Zelwerowicza w Warszawie (1984). W 1984 zadebiutowała kilkoma rolami w Matce Stanisława Ignacego Witkiewicza w reżyserii Jana Englerta na deskach Teatru Polskiego w Warszawie. W latach 1984–1985 była aktorką warszawskiego Teatru Polskiego, od 1985 roku jest aktorką Teatru Ateneum im. Stefana Jaracza w Warszawie.
Współpracuje z innymi warszawskimi scenami m.in. Teatrem „Polonia”, Teatrem Syrena, Teatrem Scena Prezentacje, Teatrem Capitol oraz Teatrem Atelier im. Agnieszki Osieckiej w Sopocie. Wystąpiła w kilkudziesięciu rolach teatralnych w spektaklach takich reżyserów jak Tadeusz Łomnicki, Janusz Nyczak, Adam Hanuszkiewicz, Janusz Warmiński, Maciej Wojtyszko, Krzysztof Zaleski, Agnieszka Glińska, Piotr Fronczewski i Janusz Wiśniewski.
Jest laureatką licznych nagród w dziedzinie teatru, między innymi Nagrody im. Leona Schillera (1987), Nagrody im. Stanisława Wyspiańskiego (1989), Nagrody im. Aleksandra Zelwerowicza (1990), Nagrody im. Aleksandry Śląskiej (1990) oraz nagród na Kaliskich Spotkaniach Teatralnych, Lubuskiej Jesieni Teatralnej oraz Rzeszowskich Spotkaniach Teatralnych.
W 1985 zadebiutowała na dużym ekranie rolą Franki w filmie Barbary Sass-Zdort Dziewczęta z Nowolipek. Do jej najbardziej znanych ról filmowych i telewizyjnych należą te z filmów Siekierezada (1985), Słodkiego miłego życia (1989), Dom (1980–2000), Moja Angelika (1999), Zrozumieć świat (2001–2003) i Wszyscy jesteśmy Chrystusami (2006). Tworzyła scenariusze do seriali Samo życie, Marzenia do spełnienia i Na dobre i na złe. Jest współautorką scenariusza niezrealizowanego serialu historycznego Telewizji Polskiej − Korona królowej. W 2018 r. zagrała w serialu Komisarz Alex w sezonie 11, odcinku 139 .
Jest jedną z bohaterek książki Odnaleźć dobro autorstwa Marzanny Graff.

## Role teatralne
- Smak miodu, reż. Romuald Szejd
- Dzieci mniejszego Boga, reż. Waldemar Matuszewski
- Antygona w Nowym Jorku, reż. Izabella Cywińska
- Korowód, reż. Agnieszka Glińska
- Opowieści lasu wiedeńskiego, reż. Agnieszka Glińska

## Filmografia
- Dziewczęta z Nowolipek (1985, reż. B. Sass)
- Przez dotyk (1985, reż. M. Łazarkiewicz)
- Siekierezada (1985, reż. Witold Leszczyński)
- Ga, ga. Chwała bohaterom (1985, reż. Piotr Szulkin)
- W klatce (1987, reż. B. Sass)
- Mistrz i Małgorzata (1988, reż. Maciej Wojtyszko) – Frieda (odc. 3)
- Słodkiego miłego życia (1989, reż. Paweł Trzaska)
- Odjazd (1991, reż. M. Łazarkiewicz i P. Łazarkiewicz)
- Wielka wsypa (1992, reż. J. Łomnicki)
- Pora na czarownice (1993, reż. P. Łazarkiewicz)
- Szczur (1994, reż. J. Łomnicki)
- Dom (1997, reż. J. Łomnicki) – Lusia, pracownica archiwum WFD (odc. 18, 19)
- Pan Tadeusz (1999, reż. A. Wajda)
- Moja Angelika (1999, reż. S. Kuźnik)
- Miasteczko (2000–2001) – wróżka
- Twarze i maski (2000) − żona Ryszarda Gałeckiego
- Zrozumieć świat (2001–2003, reż. Ewa Juchniewicz) − Barbara Leśna
- Dzień świra (2002, reż. Marek Koterski) – wariatka w przedziale pociągu
- Ubu król (2003, reż. Piotr Szulkin)
- Męskie-żeńskie (2004) − matka Pawła
- Oficer (2004, reż. Maciej Dejczer) − Maciołowska, sąsiadka Kruszona
- Oficerowie (2006, reż. Maciej Dejczer) − Maciołowska, sąsiadka Kruszona
- Wszyscy jesteśmy Chrystusami (2006, reż. Marek Koterski)
- Trzeci oficer (2008, reż. Maciej Dejczer) – Maciołowska, sąsiadka Kruszona
- Wino truskawkowe (2008, reż. Dariusz Jabłoński) – barmanka Irenka
- Lekarze (2012) – ortorektyczka (odc. 12)
- Głęboka woda (2013) – Maria Lutek, matka Tadeusza
- Przyjaciółki (2014) – wróżka Stawińska (odc. 39)
- Na dobre i na złe (2014) – Róża Gratz
- Ultraviolet (2017) – Brygida (odc. 4)
- Bogdan i róże (2017) – Róża
- Komisarz Alex (2018) – Alina Szramer-Piech (odc. 139)
- Dziewczyny ze Lwowa (2018) – matka Uliany (odc. 33)
- 7 uczuć (2018) – Teresa Prawicz

## Prace reżyserskie
- „Opowieść wigilijna” według Karola Dickensa – Teatr Ateneum
- „Killevippen” na motywach opowiadania Astrid Lindgren pt. „Nils Paluszek” – Teatr TV 1994 (spektakl w języku migowym)
- „Dzieci Mniejszego Boga” – Mark Medoff, Towarzystwo Teatrum, Fort Sokolnickiego Warszawa 2006 r.
- „Bajki Robotów” według Stanisława Lema, Scena Capitol, premiera wrzesień 2008 r.

## Prace adaptacyjne
- „Killevippen” – Teatr TV
- „Król Maciuś I” J. Korczaka – Teatr TV

## Nagrody i odznaczenia
- 1986: „Wawrzyn” tygodnika „Radar” za role filmowe w „Dziewczętach z Nowolipek”, „Przez dotyk” oraz za rolę w przedstawieniu „Kapelusz pełen deszczu”
- 1987: Nagroda ZASP im. Leona Schillera
- 1987: nagroda za udział w spektaklu „Przeklęte tango” M. Puiga na XXVI Rzeszowskich Spotkaniach Teatralnych
- 1988: nagroda publiczności Lubuskiej Jesieni Teatralnej za kreację aktorską w „Smaku miodu”
- 1989: Nagroda Artystyczna Młodych im. Stanisława Wyspiańskiego
- 1990: Nagroda miesięcznika „Teatr” im. Aleksandra Zelwerowicza za najlepszą rolę teatralną w sezonie 1989/1990 (Sara w „Dzieciach mniejszego Boga” w Teatrze Ateneum)
- 1990: Nagroda Teatru Ateneum im. Aleksandry Śląskiej dla młodego artysty za najciekawsze dokonania za rolę Sary w „Dzieciach mniejszego Boga”
- 2014: Brązowy Medal „Zasłużony Kulturze - Gloria Artis”